# Lecosia
Lecosia es un género de  fanerógamas  perteneciente a la familia Amaranthaceae.  Comprende 2 especies descritas y  aceptadas.

## Taxonomía
El género fue descrito por Hans Schinz y publicado en Bonplandia (Corrientes) 10: 107–108, f. 10–11. 2000.

## Especies aceptadas
A continuación se brinda un listado de las especies del género Lecosia aceptadas hasta septiembre de 2012, ordenadas alfabéticamente. Para cada una se indica el nombre binomial seguido del autor, abreviado según las convenciones y usos. 
- Lecosia formicarum Pedersen
- Lecosia oppositifolia  Pedersen